# Thomann Antal
Thomann Antal (1932. október 26. – 1997. április 14.) labdarúgó, hátvéd, edző.

## Pályafutása
1952 és 1953 valamint 1957 és 1962 között volt a Ferencváros játékosa, ahol egy bajnoki ezüst- és két bronzérmet, illetve egy magyar kupa győzelmet szerzett a csapattal. A Fradiban 42 mérkőzésen szerepelt (21 bajnoki, 17 nemzetközi, 4 hazai díjmérkőzés) és 1 bajnoki gólt szerzett. 1953 és 1957 között a TFSE, 1962 után 2 évig az Egyetértés játékosa volt.
Az 1973–74-es idényben a Haladás, 1974 és 1976 között a Csepel vezetőedzője volt az első osztályban. Edzője volt a Szolnok és a Bp. Építők csapatának, dolgozott az utánpótlás válogatottnál.

## Sikerei, díjai
- Magyar bajnokság
  - 2.: 1959–60
  - 3.: 1957–58, 1961–62
- Magyar kupa (MNK)
  - győztes: 1958